# Estación de Le Vésinet-Centre
La estación de Le Vésinet-Centre es una estación ferroviaria francesa ubicada en el municipio d Le Vésinet (departamento de Yvelines).

## La estación
Por la estación pasan los trenes de la línea A del RER que recorren el ramal A1 hacia Saint-Germain-en-Laye.

## Servicio
La estación tiene una frecuencia de:
- 10 minutos en horas punta.
- 15 minutos por la noche.

## Correspondencias
Por la estación pasan las líneas E y M de Bus en Seine, la línea 20 de Entre Seine et Forêt y, de noche, la línea N153 de la Noctilien.

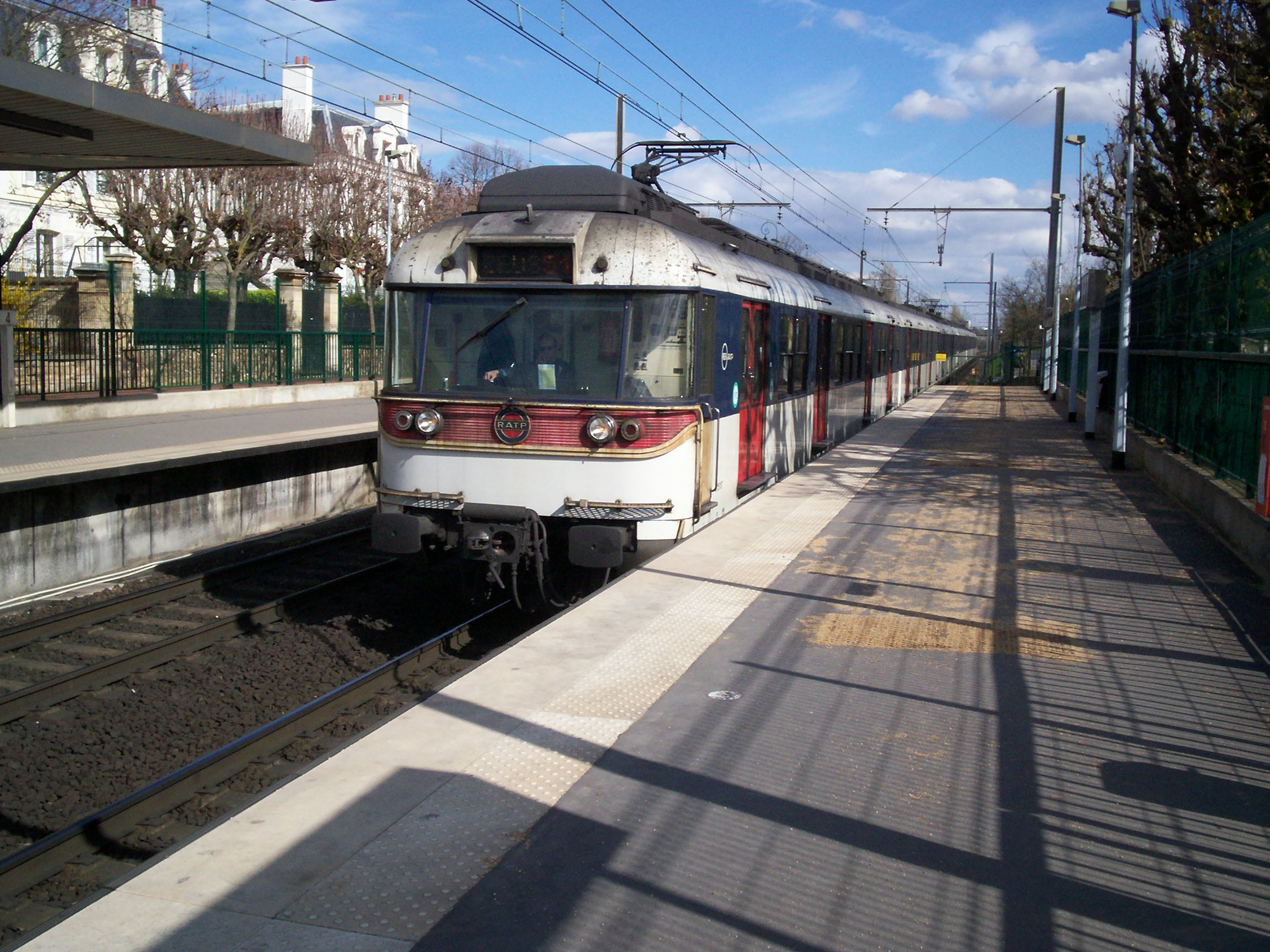
Tren en el andén

- Datos: Q2543194
- Multimedia: Gare du Vésinet-Centre / Q2543194